# 樱井之别

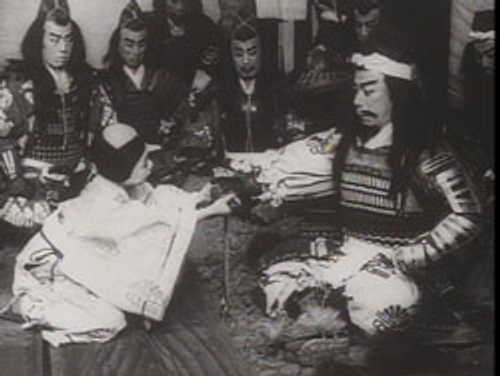
1921年（大正十年），在文部省主办的活动电影展览会上演示的《楠公诀别》录像（重要文化财，收藏于国立电影资料馆）。画面中前右方饰演楠木正成的是尾上松之助。

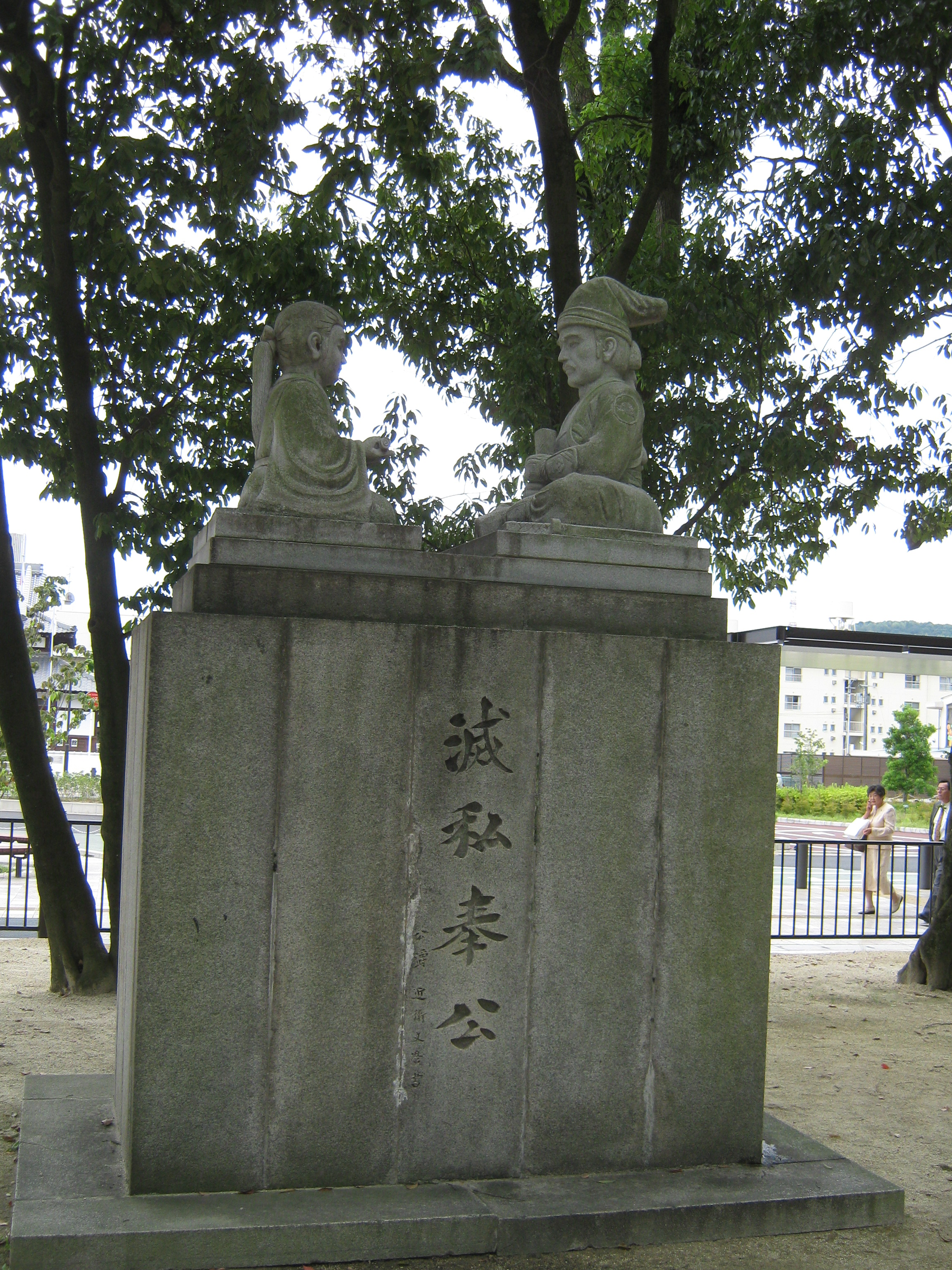
的父子告别石像

樱井之别（日语：／），又称樱井驿之别、樱井诀别，是指日本南北朝时代在西国街道的樱井驿发生的楠木正成与其子楠木正行告别的故事。在樱井驿告别后，楠木正成前往湊川作战并在战斗中阵亡，这次分别成为他们今生的告别。
这是古典文学《太平记》中的著名场面之一，曾出现在日本教科书中，是第二次世界大战前受过教育的日本人非常熟悉的故事。
传说樱井驿就是设立于711年（和铜四年）、位于摄津国岛上郡（今大阪府三岛郡岛本町）的大原驿。